# Spodnja Senarska
Spodnja Senarska este o localitate din comuna Sveta Trojica v Slovenskih goricah, Slovenia, cu o populație de 114 locuitori.